# Giulio Cesare Vinzio

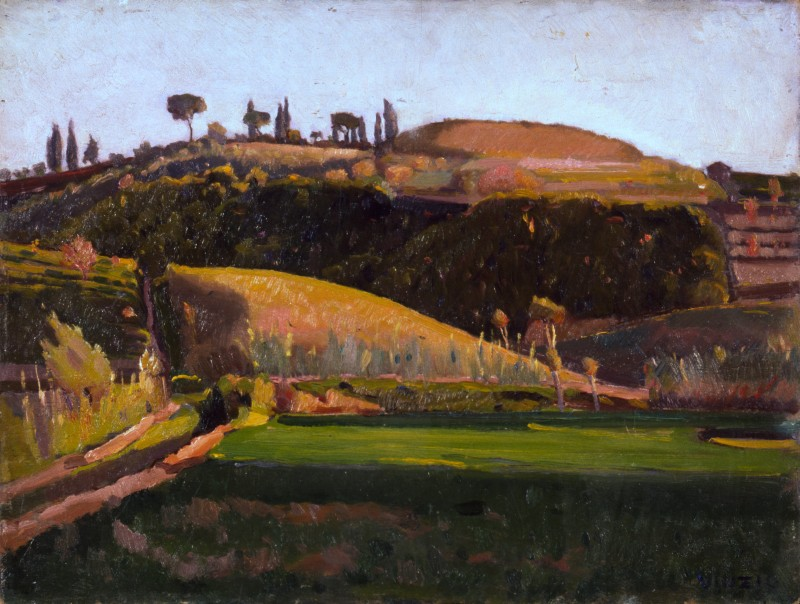
Campagna toscana, 1920-1930 (Fondazione Cariplo)

Giulio Cesare Vinzio (Livorno, 18 maggio 1881 – Milano, 17 marzo 1940) è stato un pittore italiano.

## Biografia
Figlio di Clemente originario di Grignasco e di Larina Bendinelli originaria di Lari, ebbe i primi insegnamenti da Enrico Banti. Intorno al 1900 seguì i corsi della scuola libera del Nudo all'Accademia di belle arti di Firenze, sotto la guida di Giovanni Fattori. Frequentò anche la scuola di Guglielmo Micheli, dove divenne molto amico di Amedeo Modigliani. Fece parte anche del Gruppo Labronico.
Negli anni trenta si trasferì a Milano, dove divenne membro onorario dell'Accademia di Brera.
Fu un pittore che si specializzò nella raffigurazione degli animali, specialmente i buoi, ottenendo la fiducia e l'apprezzamento di un pubblico non troppo sofisticato. Operò nel filone post macchiaiolo, con una breve parentesi divisionista, seguendo le orme di alcuni tra i più valenti pittori del primo Gruppo Labronico.
Suoi lavori si trovano in varie collezioni, tra le quali quella dei Musei Vaticani, settore arte religiosa moderna. Nel 2004 è stato stampato dal Vaticano un francobollo che raffigura il suo quadro Campagna toscana (dune).